# Treffieux

Treffieux este o comună în departamentul Loire-Atlantique, Franța. În 2009 avea o populație de 746 de locuitori.